# Narrador
El narrador és una entitat d'una història que és l'encarregat d'explicar-la al lector. És una de les tres entitats responsables d'una obra literària qualsevol, les altres dues en són l'autor i el lector. L'autor i el lector habiten el món real mentre que el narrador només habita dins de la història narrada. L'autor ha de crear el món alternatiu i el lector l'ha d'interpretar. Ara bé, el narrador només existeix en el món de ficció i no es pot confondre amb l'autor.

## Classificació
Els tipus de narrador es poden classificar segons diferents criteris. El que s'utilitza més és el de la posició respecte a allò que es narra o al seu punt de vista.

### Segons la posició que pren respecte a la narració

#### Narrador en primera persona
És un personatge que participa en la mateixa història que explica, i que per tant transmet una visió subjectiva i parcial dels fets, ja que només pot narrar allò que veu o sap en aquell moment. Se'n poden distingir dos tipus:
- Narrador protagonista: quan coincideix amb el personatge principal i, per tant, és el centre de la narració.
- Narrador testimoni: és un personatge secundari de la història.

#### Narrador en tercera persona o heterodiegètic
Hetero- vol dir 'diferent' i diegesi, 'història'. Així doncs, en aquest cas, el narrador no és un personatge del relat. Es poden distingir, dins d'aquesta categoria, dos tipus de narrador: 
- Narrador omniscient: aquell que explica una història de la qual ho sap tot, fins i tot els pensaments i sentiments més íntims dels personatges, tot i no formar part de la narració. Normalment, no té opinió sobre els fets que succeeixen i es limita a contar-los. La seva funció és observar la història per explicar-la. Explica els fets des de la tercera persona, amb la màxima objectivitat i relatant els successos sense formar part de la història narrada, d'una forma externa. La tercera persona del narrador omniscient és molt utilitzada en els relats naturalistes i en la novel·la sentimental.
- Narrador objectiu: també denominat observador extern, narra des de fora, en tercera persona, allò que es pot observar. Només descriu els signes externs, no els pensaments interns. Tan sols parla dels fets que qualsevol persona pot captar mitjançant els sentits i només els mostra, sense analitzar-los. És un tipus de narrador força present en la novel·la negra.